# Tåby socken
Tåby socken i Östergötland ingick i Björkekinds härad, ingår sedan 1974 i Norrköpings kommun och motsvarar från 2016 Tåby distrikt.
Socknens areal är 27,04 kvadratkilometer, varv 26,58 land. År 2000 fanns här 315 invånare. Mems slott samt kyrkbyn Tåby med sockenkyrkan Tåby kyrka ligger i socknen. 

## Administrativ historik
Tåby socken har medeltida ursprung.
Vid kommunreformen 1862 övergick socknens ansvar för de kyrkliga frågorna till Tåby församling och för de borgerliga frågorna till Tåby landskommun. Landskommunen inkorporerades 1952 i Västra Vikbolandets landskommun som uppgick 1967 i Vikbolandets landskommun och ingår sedan 1974 i Norrköpings kommun. Församlingen uppgick 2008 i Västra Vikbolandets församling.
1 januari 2016 inrättades distriktet Tåby, med samma omfattning som församlingen hade 1999/2000.  
Socknen har tillhört samma fögderier och domsagor som Björkekinds härad. De indelta soldaterna tillhörde   Andra livgrenadjärregementet, Liv-kompaniet. De indelta båtsmännen tillhörde Östergötlands båtsmanskompani.

## Geografi
Tåby socken ligger omedelbart norr om Söderköping med Söderköpingsån i söder och Slätbakens innersta del i sydost. Socknen är i norr slättbygd med kuperad bergs- och skogsbygd i söder.

## Fornlämningar

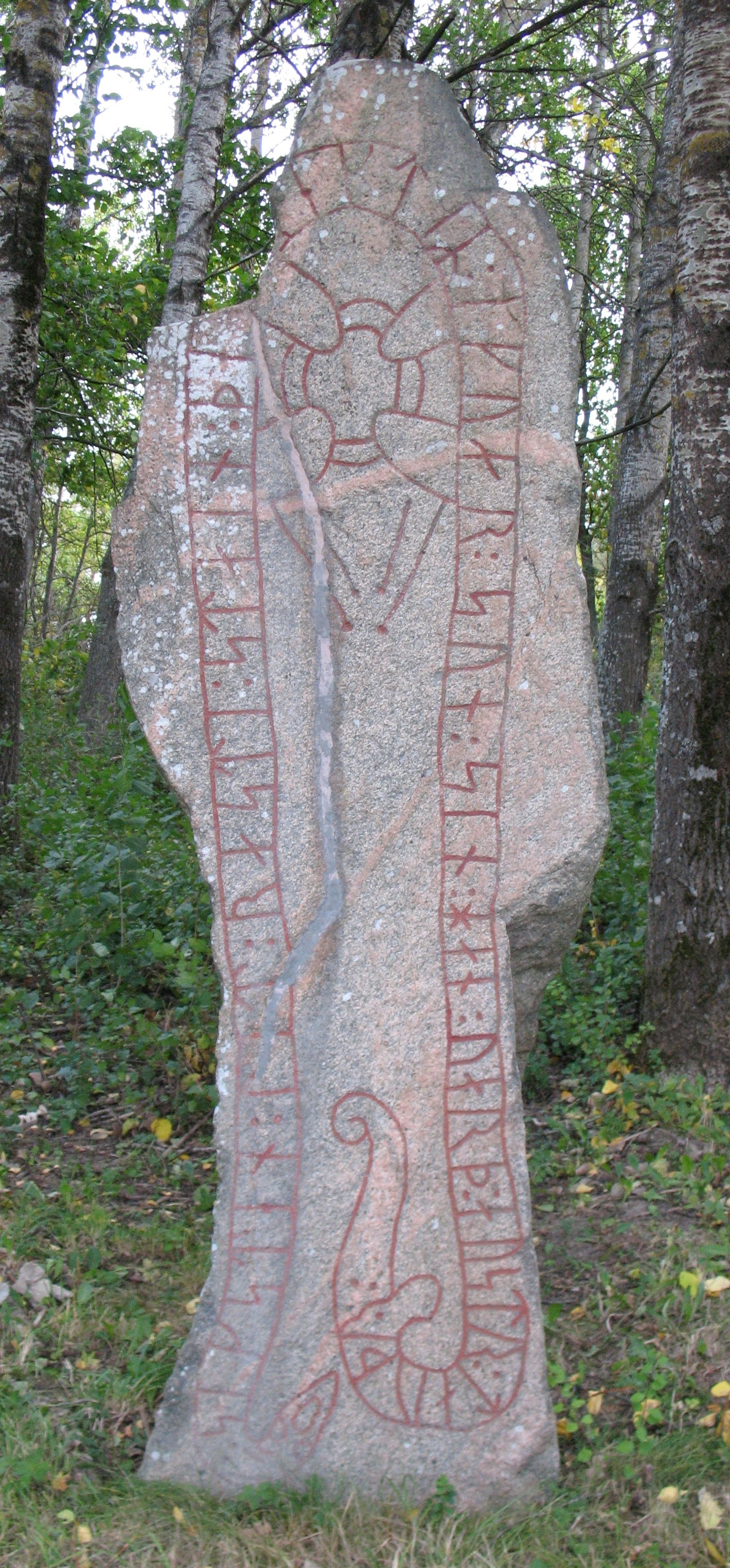
Östergötlands runinskrifter 30 vid Skjorstad

Kända från socknen är två storhögar, gravrösen och skärvstenshögar från bronsåldern samt cirka 25 gravfält, tio kilometer av stensträngar och tre fornborgar, en är Ramundersborg, från järnåldern. Två runristningar är kända.

## Namnet
Namnet (1341 Taby) kommer från den kyrkbyn. Förleden innehåller tå, 'fägata'. Efterleden är by, 'gård; by'.

### Fotnoter
1. 1 2  Svensk Uppslagsbok andra upplagan 1947–1955: Tåby socken
2. 1 2  Harlén, Hans; Harlén Eivy (2003). Sverige från A till Ö: geografisk-historisk uppslagsbok. Stockholm: Kommentus. Libris 9337075. ISBN 91-7345-139-8
3. ↑  ”Församlingar”. Statistiska centralbyrån. https://www.scb.se/hitta-statistik/regional-statistik-och-kartor/regionala-indelningar/forsamlingar/. Läst 30 december 2022.
4. ↑  Administrativ historik för Tåby socken (Klicka på församlingsposten). Källa: Nationella arkivdatabasen, Riksarkivet.
5. ↑  Om Östergötlands båtsmanskompani
6. ↑  ”Karta över västra Björkekinds härad från 1868”. Arkiverad från originalet den 13 april 2018. https://web.archive.org/web/20180413105804/https://kartavdelningen.sub.su.se/images/Ek/E/E-OstkindBjorkekind-v/openlayers.html. Läst 13 april 2018.
7. 1 2  Sjögren, Otto (1931). Sverige geografisk beskrivning del 2 Östergötlands, Jönköpings, Kronobergs, Kalmar och Gotlands län. Stockholm: Wahlström & Widstrand. Libris 9939
8. 1 2  Nationalencyklopedin
9. ↑  Fornlämningar, Statens historiska museum: Tåby socken
10. ↑  Fornminnesregistret, Riksantikvarieämbetet: Tåby socken Fornminnen i socknen erhålls på kartan genom att skriva in sockennamn (utan "socken") i "Ange geografiskt område"
11. ↑  Mats Wahlberg, red (2003). Svenskt ortnamnslexikon. Uppsala: Institutet för språk och folkminnen. Libris 8998039. ISBN 91-7229-020-X. https://isof.diva-portal.org/smash/get/diva2:1175717/FULLTEXT02.pdf